# Unirea, Alba
Unirea là một xã thuộc hạt Alba, România. Dân số thời điểm năm 2002 là 5503 người.